# Barns sexualitet
| Barns sexualitet |
| --- |
| Fransk illustration från 1905, med bildtexten "Stoppa din hand där den inte borde vara." - Betydelse – sexualiteten hos barn - Resultat – förändrade tankar och känslor kring kroppen och relationer - Faser – (enligt Freud:) orala (0–1,5 år), anala (1–3 år), falliska (3–6 år), latensfasen (6–12 år) och genitala fasen (13–20 år) |

Barns sexualitet handlar om sexualitetens roll hos det uppväxande barnet. Den är en del i utvecklingen av individen, från fosterstadiet till den sexuella mognaden som vuxen människa. Den kan inkludera sexuella känslor, autoerotiska aktiviteter, genital lek och doktorslekar, likaväl som tankar omkring andra människors beteenden.
Den anala fasen är en sexuellt relaterad process, där barnet lär sig att hantera kroppsliga funktioner. De andra utvecklingsfaser som presenterades av Sigmund Freud är de orala, falliska, latens- och genitala faserna.

## Forskningshistoria

### Freud
1905 publicerade Sigmund Freud sin Drei Abhandlungen zur Sexualtheorie. Där lade han fram sin psykosexuella utvecklingsteori, som presenterade den mänskliga sexualiteten som en utvecklingsprocess med rötter i den tidiga barndomen. Teorin stod i strid med den då gällande uppfattningen att barn var asexuella varelser och först i samband med puberteten gavs något som kunde likna den vuxnes sexualdrift. Freud, psykoanalysens skapare, var en av de första som mer seriöst studerade sexualiteten hos barn, och hans beskrivningar av dess existens innebar ett genombrott för vetenskapen. Enligt Freuds utvecklingsteori genomgår barnet fem faser, var och en relaterad till olika kroppsdelar och erogena zoner:
- Den orala fasen (0–1,5 år)
- Den anala fasen (1–3 år)
- Den falliska fasen (3–6 år)
- Latensfasen (6–12 år)
- Den genitala fasen (13–20 år)

Dessa faser är relaterade till Freuds tanke att människor härbärgerar en energi, som han kallade libido. Denna är en kombination av "livskraft" och sexualitet.

### Allmänna rön
Barn är av naturen nyfikna och vill lära sig mer om sina kroppar och sexuella funktioner; de undrar över var barn kommer ifrån och varför pojkar och flickor ser olika ut. Den så kallade genitala leken är ett förstadium till onani, där barnet visar upp eller utforskar sina könsorgan. Tillsammans med sina lekkamrater eller syskon kan barn ägna sig åt sexuellt utforskande eller relationsbaserade lekar som "leka doktor" och "mamma-pappa-barn" (dock utan att använda sexuella ord). Sexuella lekar med andra avtar under lågstadietiden, även om de fortfarande kan ha romantiska känslor till jämnåriga barn.
Exempel på aktiviteter och känslor som barn kan ha erfarenhet av innan de fyllt 10 år kan vara doktor-lekar, smeksex, sexuella rollspel, onani i grupp, förälskelse eller lust till någon vuxen, läsning av porrtidningar, sexuella fantasier samt samlagsfantasier med föräldern av motsatt kön.
Den allmänna nyfikenheten ökar sedan drastiskt under puberteten (främst vid inledningen till tonårstiden), då olika hormoner både bidrar till att förändra kroppen på utsidan och tankevärldarna på insidan.

### Kinsey
I Kinseyrapporterna presenterade Alfred Kinsey 1948 och 1953 forskning om fysiska sexuella reaktioner hos både barn och vuxna. På 1990-talet avslöjades att datan i fallet med barn hade samlats in via en enskild pedofils dagbok; han hade förgripit sig på barn sedan 1917. Detta gjorde dessa data i det närmaste oanvändbara, eftersom de baserade sig på hörsägen från en enskild och ifrågasatt källa. Trots detta har även senare studier ibland citerat Kinseys data, på grund av bristen på storskaliga studier omkring barns sexualitet.

## Olika åldrar

### Före födseln
Mycket talar för att sexualiteten är en faktor hos barnet redan före födseln. Vissa studier visar att onani – eller genital lek – ibland förekommer hos foster, åtminstone under den senare delen av fosterstadiet.

### De första två åren
Under ett barns två första år börjar det normalt utforska de olika kroppsdelarna, inklusive könsorganen. De kan också gilla att stimulera sina könsorgan, och kan tycka om att vara nakna eller att klä av sig inför andra. Redan i denna ålder förekommer erektion och lubrikation (den senare hos flickor).
De olika sexuella beteendena kan upplevas som oroande eller problematiska för föräldrar, men som med annat beteende kan det förändras genom lämplig uppfostran och kommunikation om vad som är lämpligt eller olämpligt när andra ser på.

### Tidig barndom

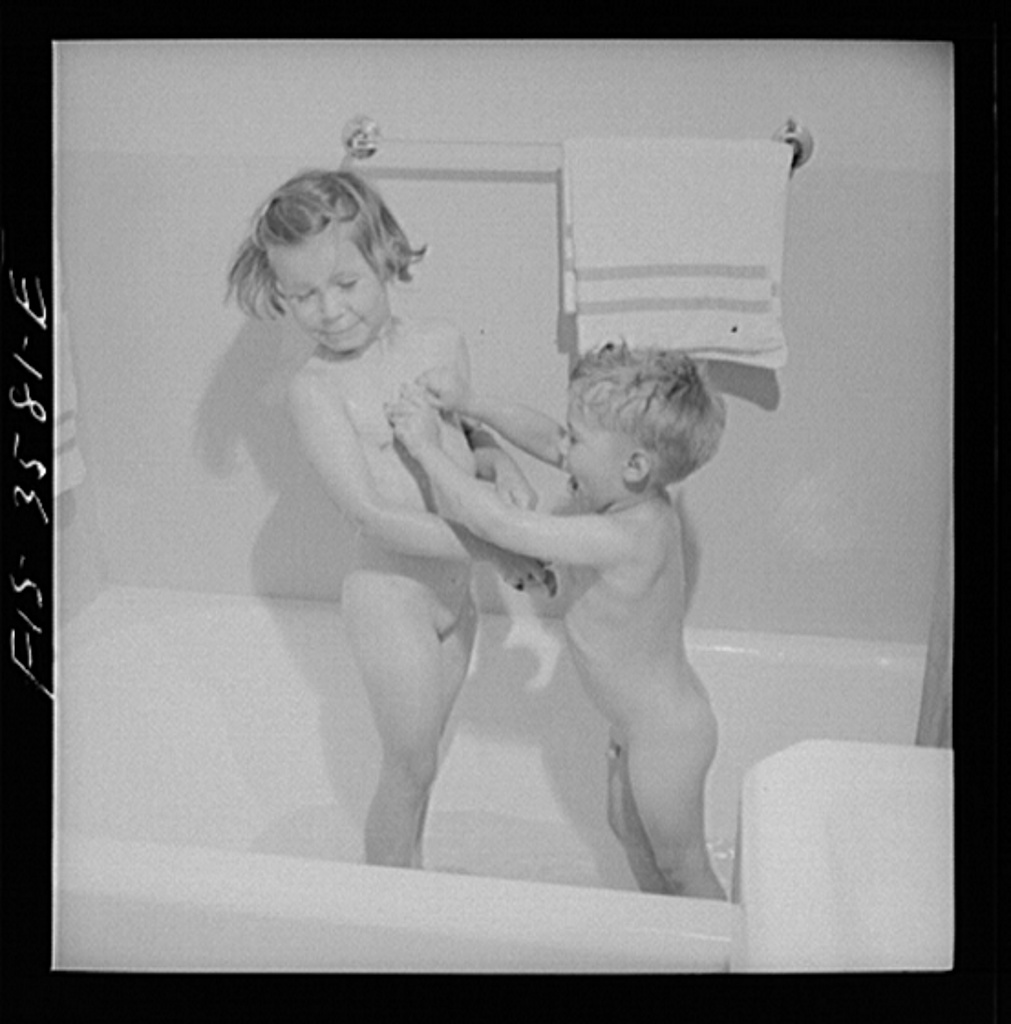
Under den tidiga barndomen (här två tre- respektive sexåriga syskon) utvecklas ett intresse för andra människors kroppar.

Barn är naturligt nyfikna på sina kroppar och andras kroppar. Bland annat…
- … berör barn yngre än fyra år gamla normalt sett sina egna könsdelar, tittar på könsdelar på andra och tar av sig sina kläder för att de ville vara nakna.
- … blir barn mellan fyra och sex års ålder mer aktivt nyfikna. Dessa vill gärna se på när andra klär på eller av sig, och leker ibland doktor.
- … utökas barnens nyfikenhet mellan sex och tolv års ålder även till bilder eller filmer av avklädda människor. De vill oftare vara ensamma när de är nakna eller klär på/av sig och börjar bli sexuellt eller romantiskt[11] attraherade av jämnåriga barn.

Genital lek är det fysiska utforskandet (ofta med händer eller fingrar) av barnets egna könsorgan, utan direkt koppling till sexuell tillfredsställelse. Det inleds ofta i samband med att barnet blir medvetet om att det har könsorgan, vilka annars kan vara dolda av blöjor eller kläder. Ett mer aktivt intresse för de egna könsorganen inträder ofta runt 3–4 års ålder (ibland kopplat till någon form av onani), hos andra barn långt tidigare. Onani hos mycket unga flickor (spädbarn) är dåligt känd, och ofta kan en förälder tro att flickans ryckningar i samband med onani tyder på något onormalt och sjukligt.
Personal på förskolor blir ofta vittnen till barns olika sexuella beteenden, medan föräldrar ofta är mindre medvetna och fortfarande ofta skambelagda kring de här fenomenen. Även på förskolan är det ovanligt med tydliga regler för hur man bemöter ett litet barns öppna onani, men bland annat genomförde Malmö kommun från 2015 ett utbildningsprojekt för att lyfta frågan och ta fram riktlinjer för en vettig hantering. Genom ett alltmer sexualiserat samhälle, och en ökad medvetenhet om pedofili och riskerna för övergrepp mot barn, har barns nakenhet sedan slutet av 1990-talet också blivit mer tabu och svårhanterat.
I en amerikansk forskningsrapport från 2009 rekommenderades föräldrarna lära sig vad som är normalt vad gäller nakenhet och sexualitet under de olika faserna i barnets mognadsprocess. Man bad också föräldrarna att undvika att överreagera på deras barns nakenhetsrelaterade beteenden, utom i fall där det handlar om ett mer tydligt problem (som ångest, aggression eller sexuella lekar med andra än jämnåriga).
Från 2–3 till 6–7 års ålder är följande beteenden normala hos barn:
- De är nyfikna på var barn kommer ifrån.
- De kan vilja utforska andra barns eller vuxnas kroppar,[11] vilket är en fas fram till cirka fem års ålder[5]
- Vid fyra års ålder börjar barnet visa en närmare anknytning till föräldern av motsatt kön.
- De börjar visa en förståelse för den inlärda blygsel-känslan och skillnaden mellan könsorgan och övriga kroppsdelar.
- Vissa barn börjar oftare beröra sina könsdelar, särskilt när de är trötta eller upprörda.

I den tidiga skolåldern, från fem till sju års ålder, är onani vanligen förekommande. Barn blir mer medvetna om skillnaden mellan de olika könen, och de börjar söka sig till lekkamrater av det egna könet. Barnet kan förlora sin nära anknytning till föräldern av det motsatta könet, till förmån för föräldern av samma kön.
Under denna tid visar inte minst flickor en ökad medvetenhet om sociala normer runt sex, nakenhet och kroppslig integritet. Barn kan samtidigt använda sexuella uttryck för att testa vuxnas reaktioner, och de kan använda slang- eller korrektura uttryck för könsorganen. Toaletthumor (skämt och fraser runt kroppsliga funktioner) är fortsatt vanligt.

### Mittersta barndomen
Den "mittersta barndomen" täcker ungefär tiden från sex till elva års ålder. Nu blir lekkamrater och kompisar av det egna könet än tydligare, och man drar sig medvetet från att leka med det motsatta könet. Vid 8–9 års ålder börjar barn bli mer klara om vad sexuell upphetsning är, och de söker medvetet upp de här känslorna genom bilder eller visuella scener, egen kroppsberöring eller sexuella fantasier. Onani sker nu oftast i avskildhet, eftersom barnet är medvetet om handlingens privata karaktär.

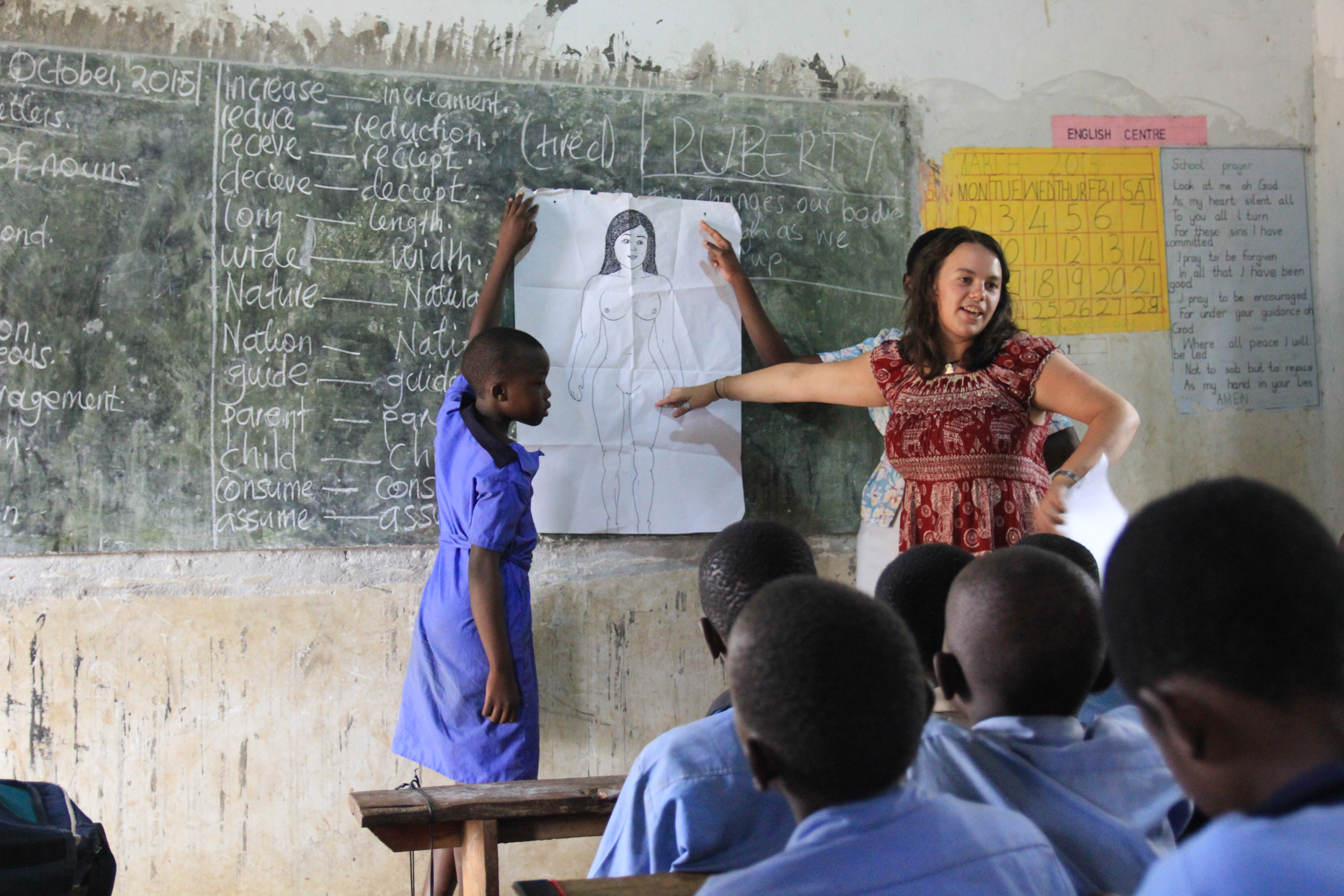
Sex- och samlevnadsundervisning för 10-åringar i Uganda.

Även om det finns variationer mellan olika barn, är de i regel nyfikna på sina och andras kroppar, och de tycker om att utforska kropparna genom olika sexuella lekar. "Leka doktor" är ett exempel på en sådan utforskande lek, och de är mer regel än undantag i barnets utveckling. I 6–7-årsåldern är det vanligt med bacillkull eller pusskull, varianter av kull med fokus på konkreta fysiska och mer intima handlingar.
Under skoltiden pågår fler sexuella aktiviteter än vad vuxna vet om. En svensk studie av 18–20-åringar visade nästan 90 procent av dem ensamma eller med någon/några andra undersökt egen eller någon annans kropp, eller tittat på pornografi i form av bilder eller videor. Onani var också vanligt, och 11–12-årsåldern var den sexuellt mest nyfikna åldern för barnen. Drygt 10 procent av pojkarna och knappt 30 procent av flickorna hade också varit med om någon sexuell aktivitet mot sin vilja, oftast genom en jämnårig eller något äldre kamrat eller släkting. Den ökade tillgången på sexuella bilder via Internet gör att föräldrar behöver ha en förförståelse för att detta finns och kunna förklara för det frågvisa barnet hur de här konstiga bilderna av sexuella aktiviteter relaterar till verkligheten.
Under den här tiden blir barnet mer medvetet om vad de sexuella beteendena innebär, liksom för hur sex och graviditet hänger samman. Barnet kan använda ett mer sexuellt språk, och det har också ofta ett större intresse eller nyfikenhet för sexuella bilder av olika slag. Detta leder till att många sexologer menar att översiktlig sex- och samlevnadsundervisning bör starta redan under de tidigare skolåren, och i svenska kursplaner sägs att undervisningen på lågstadiet ska inkludera relationer, könsroller och jämställdhet.
Det behöver också förtydligas att barns sexualitet i grunden är annorlunda än vuxnas mer målstyrda sexualitet. Hos barn är det ovanligt med genital penetration eller kontakt mellan mun och könsorgan, och när de sker kan de uppfattas som ett imiterande av vuxet sexuellt beteende. De anses också vara vanligare hos barn som blivit sexuellt utnyttjade.

### Puberteten

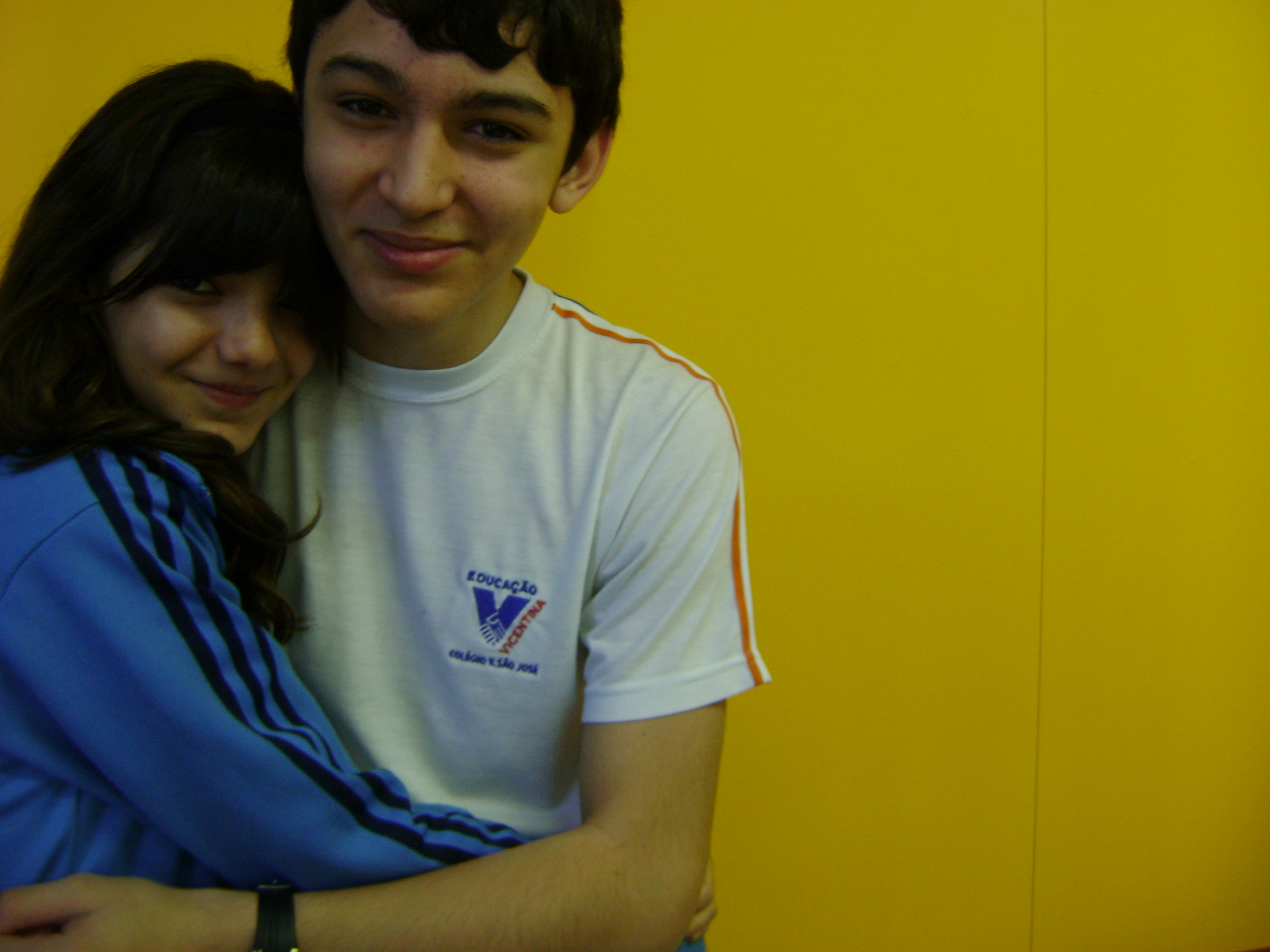
I de tidiga tonåren blir barnet mer intresserat av att utforska vad parbildning är, med förälskelse och omtumlande känslor.

Mellan 10 och 16 års ålder – tidigare för flickor, ett par år senare för pojkar – inträder en ny fas i barns utveckling: puberteten. Genom ökad produktion av könshormon, bland annat från testiklar och äggstockar, förändras kroppen på olika sätt. Bland annat att växer skelett och muskulatur hos pojkar, underhudsfett hos flickor. Armhålor och könsorgan får kroppsbehåring, och hos pojkar framträder skäggväxten. Flickor börjar få framträdande bröst, och efter något år kommer den första menstruationen. Hos pojkar börjar spermier produceras i testiklarna, vilket leder till möjlighet till sädesavgång. Barnet kommer in i målbrottet.
Parallellt förändras barnets tankar, och det får en ny syn på sig själv som individ och en annan, mer nyfiken syn på andra omkring en. Kort sagt – man blir sexuellt intresserad. Den växande kroppen och motstridiga känslor kan skapa negativ kroppsmedvetenhet, ångest och oro för hur man kan ta del av de nya framtidsmöjligheterna som tonåren och vuxenlivet nu förbereder barnet för. Det ökade intresset för sexualitet och romantiska relationer leder också till parbildningar mellan unga människor.
Forskningen säger att tidig pubertet för pojkar är mer positivt än negativt, eftersom barnet kan betraktas som mer vuxet och som en mer jämlik del av familjen och andra grupper i samhället. Detta kan påverka barnets självbild positivt. För flickor är tidig pubertet ibland mer negativt, eftersom det skyndar på flickans kroppsmedvetenhet och möjliga utsatthet. Tidig pubertet hos flickan leder ofta till tidigare sexuell debut i relationer, men hos många föräldrar ses detta som ett problem.

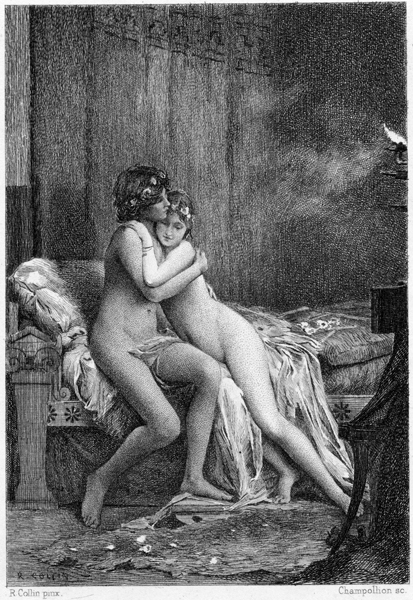
Daphnis et Chloé av Raphaël Collin (1890), som i ett mytologiskt sammanhang visar intimitet mellan tonåringar.

### Resten av tonåren
Efter den mest uppenbart pubertala fasen inträder adolescensen, och de har fått de sexuella funktioner som kännetecknar vuxna. De är könsmogna, och i många länder har de även laglig rätt att idka samlag ("byxmyndigheten", i Sverige från 15 års ålder, om inte åldersskillnaden är för stor). Under tonårstiden utvecklas kroppen vidare, med större bröst hos flickor och en växande kropp på andra sätt. Hjärnan utvecklas parallellt, men inte förrän vid cirka 25 års ålder är hjärnan fullt mogen och "vuxen". Dessförinnan är tonåringens och den unga vuxna personens hjärna ofta mer styrd av känslor än förnuft. Detta till trots är adolescensen en period där barnet kan börja resonera kring hypoteser.
I många länder är dock 18 år gränsen för när en människa får full beslutanderätt över sin egen kropp, rösträtt, möjlighet att ta körkort för bil och liknande. Vissa saker dröjer dock längre, och i Sverige får man inte köpa alkohol på Systembolaget förrän fyllda 20 år. I bland annat USA finns en rörelse för att höja myndighetsåldern för unga att välja att delta i pornografiska produktioner, från den allmänna myndighetsåldern på 18 år till 21 år. Orsaken är att många unga fattar känslomässiga beslut utan att inse dess fulla konsekvenser.

## Modern problematik

### Ett mer sexuellt samhälle
Mot slutet av 1900-talet skedde i Västerlandet en sexuell frigörelseprocess. Den drevs sannolikt på av de stora samhälleliga förändringarna efter andra världskriget, med en uppsjö av nya uttryck i olika medier (television, popmusik, video, Internet med mera). Normerna för relationer förändrades, med legalisering av pornografi på 1970-talet och senare en ökad synlighet för homosexualitet och andra sexuella perspektiv.
Även barnen blev medvetna om den här utvecklingen och tog del av de här mediebilderna, i sitt utforskande av sexuella uttryck (från 1970-talet bland annat i form av skogsporr). Vuxnas försök att censurera eller filtrera medieutbudet för unga, för att skydda dem från vuxnas sexualitet, har endast delvis varit framgångsrika. Sedan 2010-talet har de flesta tonåringar och många yngre i västerlandet tillgång till olika sexuella uttryck via smartmobiler, med vuxnas sexuella uttryck via pornografi, sexualiserad reklam, explicita musikvideor och ibland ofiltrerat innehåll via sociala medier. Samtidigt använder unga mobilanvändare sina enheter för att utveckla sina kommunikativa färdigheter och ofta även utforska sexuella uttryck – från puberteten och uppåt – genom att skicka och kommentera sexuella bilder och texter. Kommersiell barnpornografi är i länder som Sverige dock bättre filtrerat från det Internet som barnen kommer i kontakt med.
Många föräldrar växte upp i en annan verklighet och förstår inte barns behov av att tryggt kunna ställa frågor om deras medieverklighet. De stöter på den från tidig ålder (ofta före tonåren), och med öppna och icke-alarmistiska samtal kan barnet bli tryggare i vad som är vad och sålla mellan fantasibilder och fakta. För barn kan pornografi och "sex" generellt kännas både roligt men förvirrande, skrämmande men kanske upphetsande. Utan känslan av att föräldrar går att prata med om sådana här saker kan fördomar om sex leva vidare och påverka deras egen bild av vad sex är och hur man agerar sexuellt med andra. Ofta vågar barn inte själv inleda diskussionen, eftersom de ofta upplever att ämnet är tabu och "barnförbjudet" (i många länder är konsumtion av pornografi förbjudet för minderåriga). Australiska intervjuer med ungdomar har dock visat på att de ofta har en god förmåga att kontextualisera olika typer av fiktion – inklusive inom sexuella sammanhang.

### Sexualundervisningen

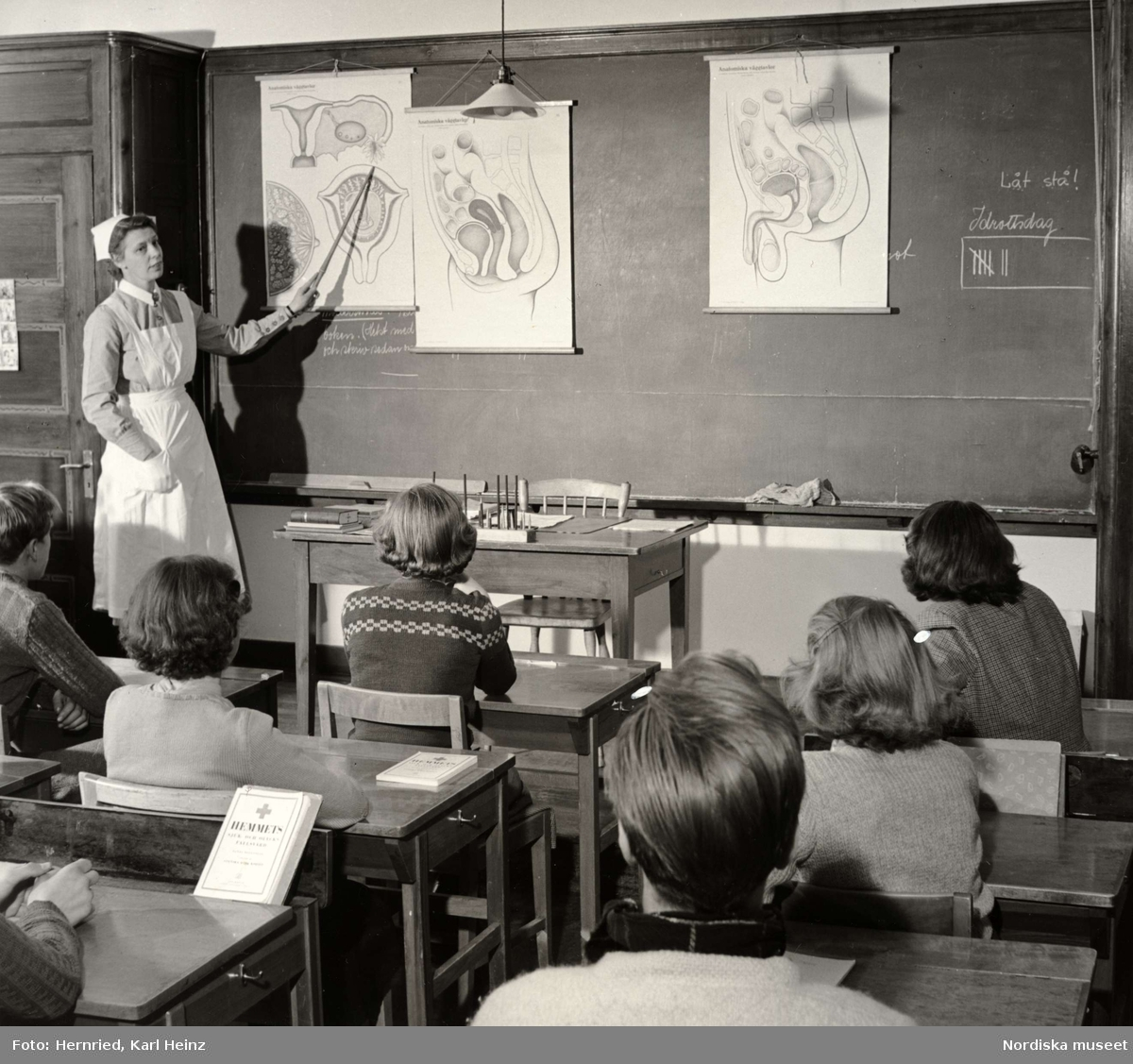
Sexualundervisning för svenska tonårselever, sent 1950-tal.

Utbudet av sexualundervisning varierar kraftigt mellan olika länder och olika skolsystem. I vissa länder är den här undervisningen förbjuden, medan länder som Norge och Sverige redan under decennierna efter andra världskriget introducerade för tiden ambitiösa läroplaner i ämnet, i syfte att lära barnen åtminstone vad könssjukdomar och preventivmedel är. 
Senare har utbildningen i ett antal länder successivt utvecklats, och i ljuset av 2010-talets uppflammande debatt omkring barns konsumtion av pornografi och möjliga påverkan på ungdomars sexuella relationer introduceras i Sverige 2022 en ny läroplan som tydligare tar fasta på fler delar av sexualiteten – inklusive på behovet av samtycke. Fokus läggs i den nya läroplanen också mer på värderingar och relationer, till skillnad mot det tidigare tydliga fokuset på biologi och sjukdomar.
Fokus i undervisningen i de flesta av USA:s delstater låg 2015 på total avhållsamhet för minderåriga, trots att studier visat att en tidig och mer komplett sexualundervisning leder till en bättre sexuell hälsa men inte till tidigare sexualdebut. Nästan en fjärdedel av USA:s tonåringar har aldrig fått någon som helst sexualundervisning.

### Sexualisering av barn
Decennierna kring millennieskiftet har ett antal västerländska kulturkritiker lyft frågan om sexualisering av omogna barn och riskerna med att låta barn alltför tidigt få kunskap om sex och påverkas av sexuella beteenden. Orsaken till den här förtidiga sexualiseringen har sagts vara hur sex och relaterade ämnen tar stor plats i massmedierna, även i publikationer riktade mot barn. Det kan handla om kläder, bristen på föräldrarnas uppfostran av sina barn, tillgången till vuxenkultur på Internet och frånvaron av allsidig sexualundervisning i skolan. Hos inte minst flickor och unga kvinnor kan detta leda till en negativ självbild och missnöje med sin egen kropp och hälsa.

### Sexuella övergrepp mot barn
Sexuella övergrepp mot barn definieras som en vuxen eller äldre tonåring som har en sexuell relation med ett barn. Effekterna av detta kan vara depression, posttraumatiskt stressyndrom, ångest och ökade risker för självskadebeteenden i vuxen ålder. Sexuella övergrepp av en familjemedlem är en form av incest, vilket kan leda till djupare och mer långvarigt psykiskt trauma.
Barn som varit utsatta för sexuella övergrepp visar ibland upp ett översexuellt beteende. Exempel kan inkludera onormalt mycket onani eller onani inför andra, eller tvång och manipulation för att få andra barn att delta i ofrivilliga sexuella aktiviteter. Den här typen av beteenden anses vara den bästa indikationen på att ett barn är offer för sexuella övergrepp. Andra symptom på sexuella övergrepp kan inkludera rädsla, aggressivt beteende och mardrömmar.
1980 offentliggjordes en amerikansk studie bland 796 collegestudenter. Av dessa rapporterade 15 procent av kvinnorna och 10 procent av männen någon sorts erfarenhet av sexuella handlingar från/mot ett syskon. Cirka en fjärdedel av fallen rörde erfarenheter som beskrevs som övergrepp eller utnyttjande. En avhandling från 1989 presenterade resultat från en enkät bland 526 collegestudenter, där 17 procent av de svarande hade haft förpubertala sexuella erfarenheter ihop med ett syskon.

## Metodologiska problem
Empirisk kunskap angående barns sexuella beteenden samlas i regel inte in genom direktintervjuer med barn, delvis på grund av etiska överväganden. Oftare insamlas data istället via …
- … observation av barn som behandlas för problematiskt beteende, inklusive våldsamt beteende under sexuella lekar. Här kan ofta anatomiskt korrekta dockor komma till nytta, när beteendena ska förtydligas eller förklaras.
- … rapportering av personal inom barnomsorgen
- … rapportering av föräldrar eller andra vuxna

Det mesta av de publicerade forskningsresultaten kommer från västvärlden, och det är också i de här länderna som det mesta mediematerialet som kan påverka barns sexuella beteenden produceras. Resultaten kan därför eventuellt vara svåra att generalisera på en global nivå.